# Julie Moschelesová
Julie Moschelesová, parfois orthographiée Julie Moscheles, née le 21 août 1892 à Prague en Autriche-Hongrie et morte le 7 janvier 1956 à Prague en Tchécoslovaquie est une géographe tchécoslovaque. Élevée par son oncle et sa tante à travers l'Europe et l'Afrique du Nord, ses talents en langue lui permettent de travailler très jeune comme traductrice à l'Institut géologique d'Oslo où elle commence des recherches sur la géomorphologie de la Scandinavie. Encouragée par le géographe Alfred Grund, elle suit une formation de géographie jusqu'à sa thèse ce qui fait d'elle une pionnière en Tchécoslovaquie. Elle développe des travaux en géomorphologie, climatologie et géographie économique stoppés par la Seconde Guerre mondiale. En raison de son ascendance juive, elle s'exile en Australie, où elle rencontre sa compagne, la spécialiste de littérature danoise Greta Hort. Son retour dans son pays est difficile et elle vit essentiellement de son travail de traductrice avant de retrouver un poste de géographe deux ans avant sa mort.
Figure importante de la géographie en Tchécoslovaquie, elle marque sa discipline par sa méthodologie et ses choix de sujets.

## Biographie
Julie Moschelesová naît le 21 août 1892 à Prague, en Autriche-Hongrie, dans une riche et vieille famille juive. Son père meurt précocement, et en raison de la cécité de sa mère, elle est prise en charge dès son enfance par sa tante et son oncle Felix Moscheles, peintre et espérantiste anglais,. Le couple l'emmène dans ses nombreux voyages à travers l'Europe et l'Afrique du Nord, ce qui marque son éducation à tendance pacifiste et oriente sa future carrière en géographie,.

### Formation

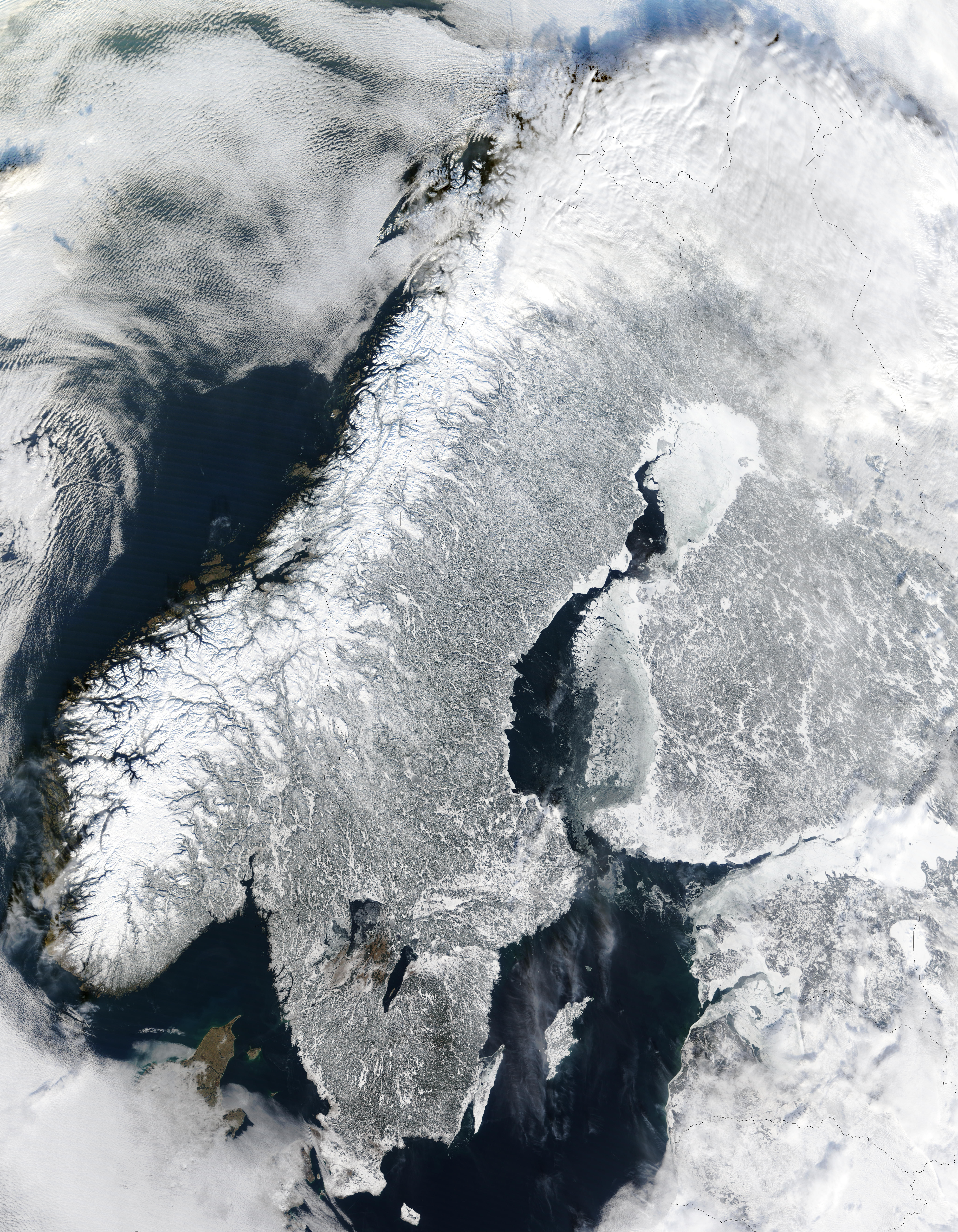
La péninsule scandinave enneigée

Julie Moschelesová va à l'école primaire à Londres où elle se fait remarquer pour ses talents linguistiques. Au cours d'un voyages au Maroc, elle rencontre par hasard le géologue norvégien Hans Henrik Reusch qui est impressionné par sa connaissance des langues. Grâce à sa recommandation, elle obtient à moins de vingt ans un poste de secrétaire particulière-traductrice dans son département à l'Institut géologique d'Oslo,. Cet emploi lui offre un premier contact avec les sciences. Il lui permet également d'apprendre les langues nordiques, de s'initier à la géologie et la géomorphologie et de commencer des recherches sur la géomorphologie de la péninsule scandinave. Alfred Grund (de), professeur de géographie à l'université allemande de Prague, la rencontre lors d'un voyage d'étude en Norvège. Intéressé par son talent scientifique, il l'invite à venir étudier dans son institut de géographie dont il est le directeur depuis peu.
En juillet 1912, Julie Moschelesová obtient son diplôme d'études secondaires au lycée réformé de Děčín et à l'automne elle commence ses études à l'université. Sa langue maternelle étant l'allemand, c'est durant ses études qu'elle apprend la langue tchèque ; elle la parle avec un accent jusqu'en 1928. Elle s'intéresse principalement à la géologie, à la géomorphologie et à la climatologie.
Julie Moschelesová soutient son doctorat à l'université de Prague en 1916, sur le sujet Die postglazialzeit in Skandinawien (La période postglaciaire en Scandinavie), qui traite de l'ensemble des changements postglaciaires dans le relief de la Scandinavie,. Pour cela, elle se base sur ses recherches réalisées à Oslo et traite le sujet de manière pluridisciplinaire, à la fois d'un point de vue géographique et géologique,. Alfred Grund, son directeur doctoral avec qui elle avait délimité son sujet de thèse, est mort durant la première guerre mondiale, c'est donc le géomorphologue Fritz Machatschek (de) qui lui succède.
Julie Moschelesová est l'une des premières femmes diplômées de l'université, dans un pays où la science est peu féminisée,.

### Débuts professionnels
Julie Moschelesová commence à travailler comme assistante de recherche à l'université allemande de Prague, ce que lui permet normalement son doctorat ; mais de 1917 à 1922 elle n'est pas rémunérée,. Elle gagne sa vie comme traductrice grâce à sa connaissance de l'allemand, de l'anglais, du français et des langues nordiques. Comme de nombreux scientifiques, elle se convertit au protestantisme.
Julie Moschelesová tente, sans succès, d'obtenir son habilitation, faisant face aux oppositions du géologue Franz Wähner (de) et du météorologue Rudolf Spitaler. Elle se tourne alors vers un nouveau domaine, la géographie économique et de l'habitat dont les résultats sont salués à l'étranger. Mais en 1919, des dizaines d'étudiants reviennent du front, la plupart sont antisémites, nationalistes et antiféministes,. Même s'ils ne sont pas, eux, diplômés, elle doit très vite laisser sa place,. Après quatre ans à l'université allemande, elle démissionne en 1922 de son poste,.

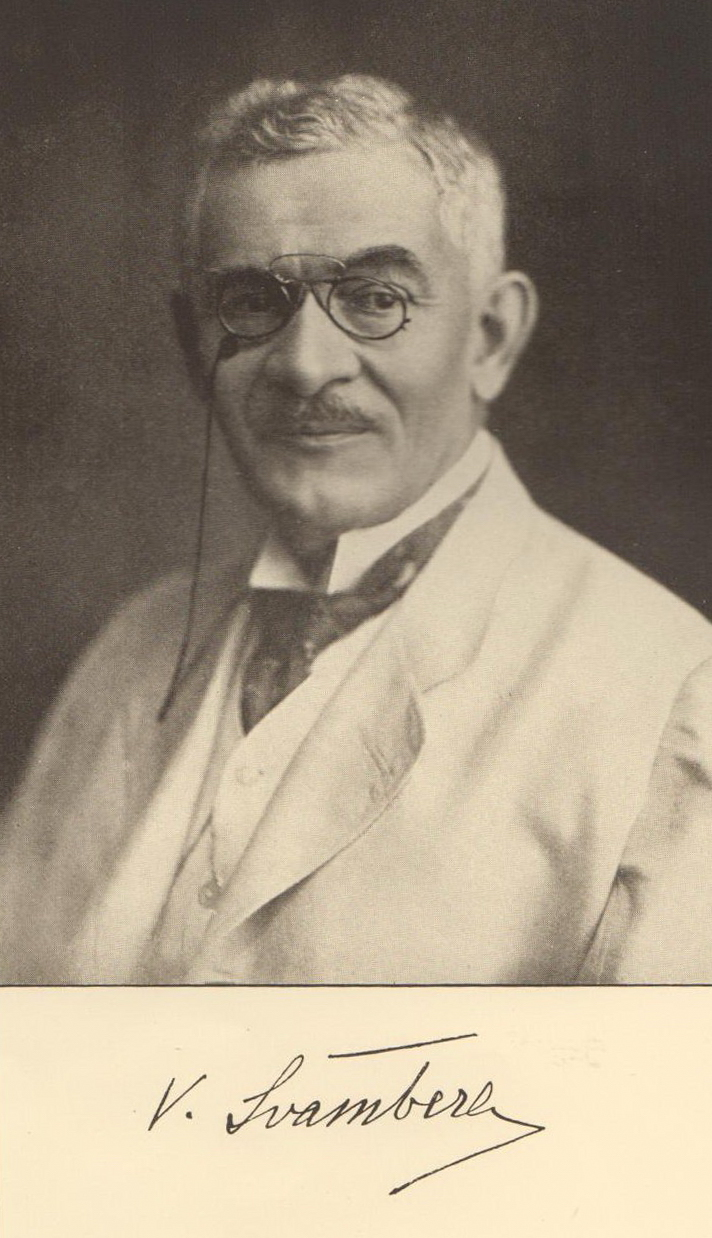
Le géographe Vaclav Svambera

Grâce aux recommandations du professeur de géographie Václav Švambera (cs), de l'appui du recteur Samuel Steinherz (de), lui-même juif, et en dépit des fortes oppositions (« Une force géographique étrangère vous a été imposée contre notre volonté, alors qu'elle ne parlait même pas tchèque à l'époque. Mais Svambera accordait à ses capacités indéniables une valeur supérieure à toute autre considération » S. Nikolau) et d'attaques antisémites des étudiants, elle entre à l'Institut géographique de l'université Charles à Albertov en 1923,,. Par ses compétences linguistiques multiples, elle se démarque de ses compatriotes. Julie Moschelesová effectue plusieurs tournées de conférences dans les universités de Londres, Cambridge, Leeds ainsi qu'ailleurs en Angleterre, soigne ses relations internationales et publie une vingtaine d'ouvrages,.
Elle obtient en 1934 son habilitation dans le domaine de l'anthropogéographie (aujourd'hui géographie humaine) avec une conférence sur L'Europe centrale comme concept anthropogéographique,. Elle rédige cinq monographies et de nombreuses études publiées en Europe et aux États-Unis. Avec la philologue Albína Dratvová (cs), elles sont les deux seules professeures associées en université, ce qui fait d'elle une pionnière de la géographie tchécoslovaque,,. Jusqu'au début de septembre 1938, elle est toujours régulièrement la cible d'attaques antisémites ; elle est remplaçante pour les cours de géographie régionale,.

### Exode durant la Seconde Guerre mondiale
En 1939, l'occupation de la Tchécoslovaquie lui fait quitter le pays en juin, déguisée en mendiante, grâce à l'aide d'amis de l'Institut britannique de sociologie dont notamment Margaret Tatton. Julie Moschelesová travaille six ans à Melbourne en Australie où elle enseigne à la Faculté de commerce jusqu'en 1944. Elle s'investit également dans la branche en exil de la Croix-Rouge tchécoslovaque. C'est là qu'elle rencontre celle qui devient sa compagne, la spécialiste de littérature danoise Greta Hort, qui occupe alors le poste de présidente de la section. Julie Moschelesová sert ensuite dans l'armée indépendante des Indes orientales néerlandaises en tant que géographe. Le 15 octobre 1945, immédiatement la guerre terminée, elle démissionne de son poste pour le gouvernement néerlandais pour rejoindre son pays, accompagnée de Greta Hort,.

### Retour en Tchécoslovaquie

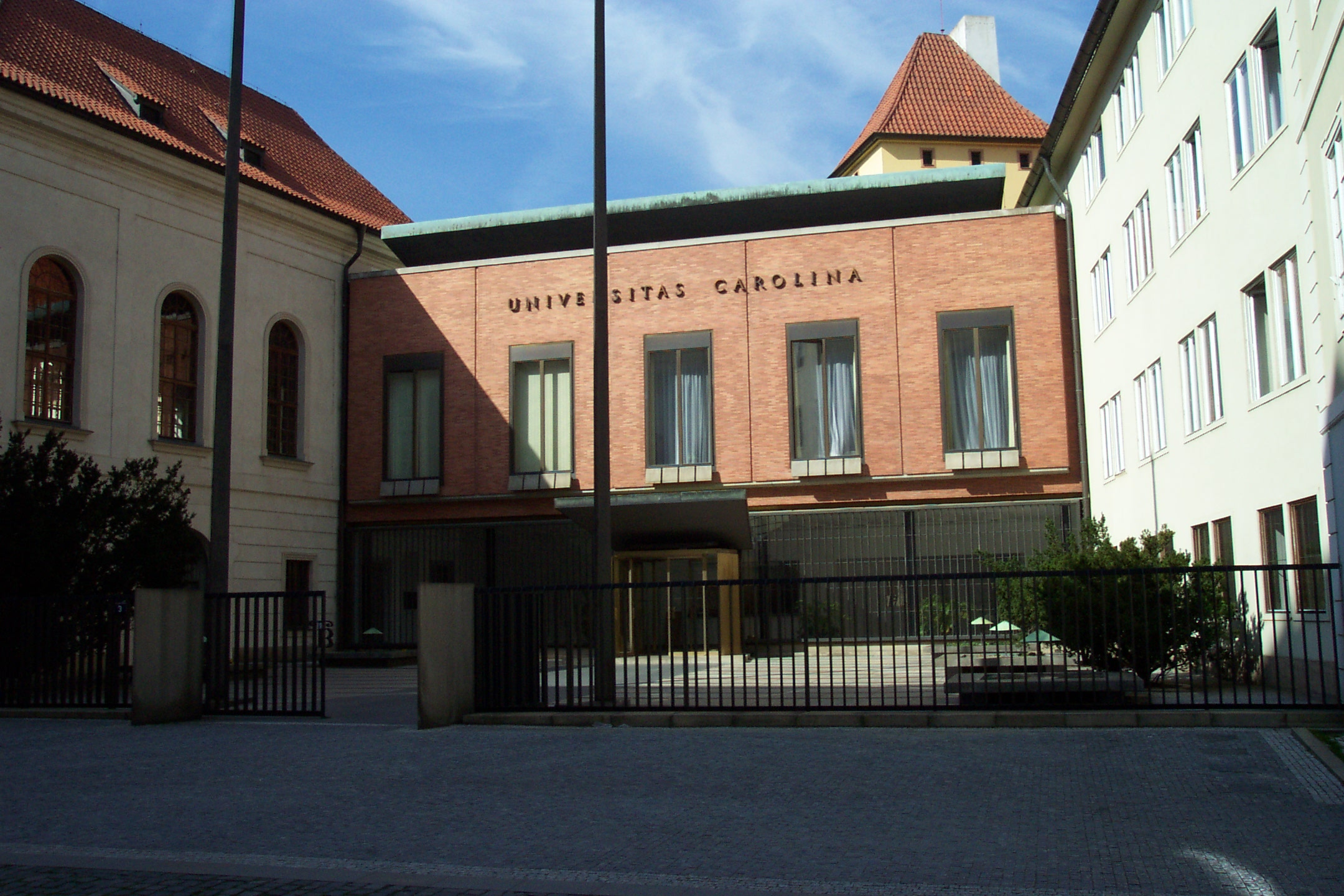
L'Université Charles de Prague

À son retour en Tchécoslovaquie, Julie Moschelesová découvre que sa famille a été assassinée pendant l'Holocauste et que tous ses biens familiaux ont été confisqués. Du fait de ses travaux à l'étranger, et malgré ses nombreuses publications internationales, elle n'est pas connue dans son propre pays,,. Le communisme à la tête de l’État ne permet pas d'apprécier son travail scientifique et elle éprouve beaucoup de difficultés à obtenir un logement pérenne. Avec Greta Hort, elle vit très pauvrement à Prague grâce à son travail de traductrice et est peu reconnue socialement. Le géographe Jaromír Korčák (cs) dit de la situation qu'« elle a trouvé peu d'amis, mais beaucoup d'adversité ».
Ce n'est que quatre ans après qu'elle peut retourner au département de géographie où elle donne principalement des cours de géographie régionale. Elle y travaille uniquement en tant qu'assistante mais en 1953, avec notamment le soutien de Jaromír Korčák (cs), elle devient professeure associée d'État ce qui améliore légèrement sa situation financière.
Ses traductions vers l'anglais permettent la publication de nombreux articles tchèques, en majorité en biologie, dans des revues étrangères et mettent en avant les parcours des chercheurs tchèques. Travailleuse vigoureuse, elle marque le public étudiant (comme Josef Brinke) par ses qualités pédagogiques, son grand dévouement à leur égard et par sa passion pour les bons romans policiers anglais,. Mais son goût immodéré pour les cigarettes très fortes ne lui permet d'enseigner la géomorphologie et la géographie physique que deux ans, jusqu'à sa mort des suites d'un cancer en 1956.

## Travaux
Les travaux de Julie Moschelesová lui permettent d'être une des géographes tchèques les plus respectées internationalement. Elle publie beaucoup, et dans presque toutes les branches de la géographie, ce qui fait d'elle une des fondatrices de la géographie tchèque. Ses recherches sont notamment marquées par sa méthodologie de recherche, créative et innovante, faisant appel à différentes sciences. Elle publie au début de sa carrière sur la géographie physique, en majorité en Tchécoslovaquie puis dans le domaine de la géographie socio-économique,,.

### Apport en géographie physique en Europe

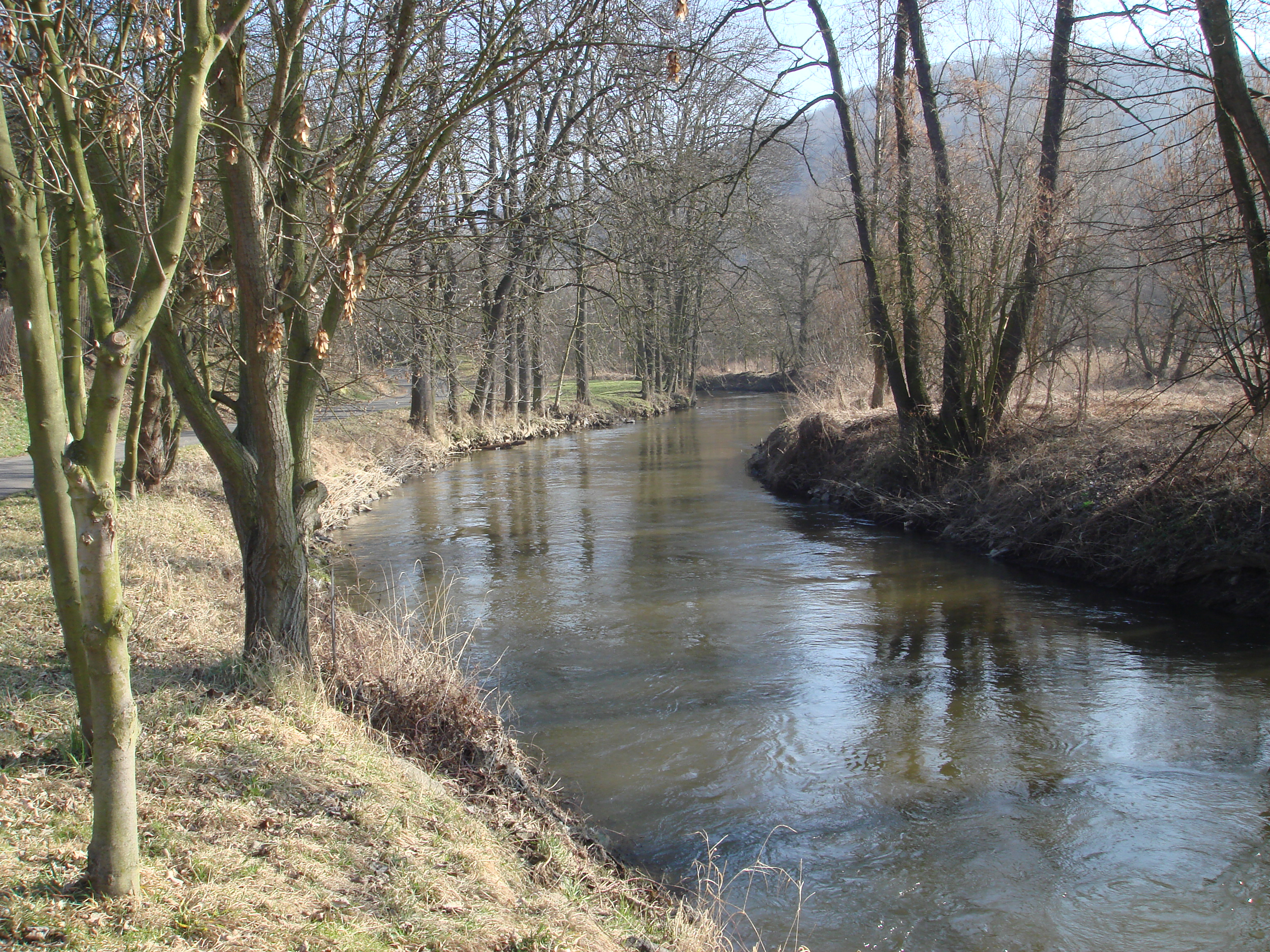
La Bílina à Stadice (un peu à l'amont de la confluence)

En 1918, Julie Moschelesová publie un ouvrage sur le climat de Prague, Klima von Prag, poursuivant ainsi les recherches inachevées du premier professeur tchèque de météorologie František Augustin (cs). Elle aborde ensuite des problématiques similaires dans les Balkans. Son travail s'intéresse par la suite plus particulièrement à la géographie physique, en particulier tchèque, où elle apporte un éclairage sur l'apport de la géologie et de la tectonique des plaques sur l'évolution du paysage, alors sous-estimés. Au moyen d'une analyse géologique des sédiments fluviaux, elle montre que dans la vallée Praohře où coule maintenant la Bílina coulait à l'origine l'Ohře.

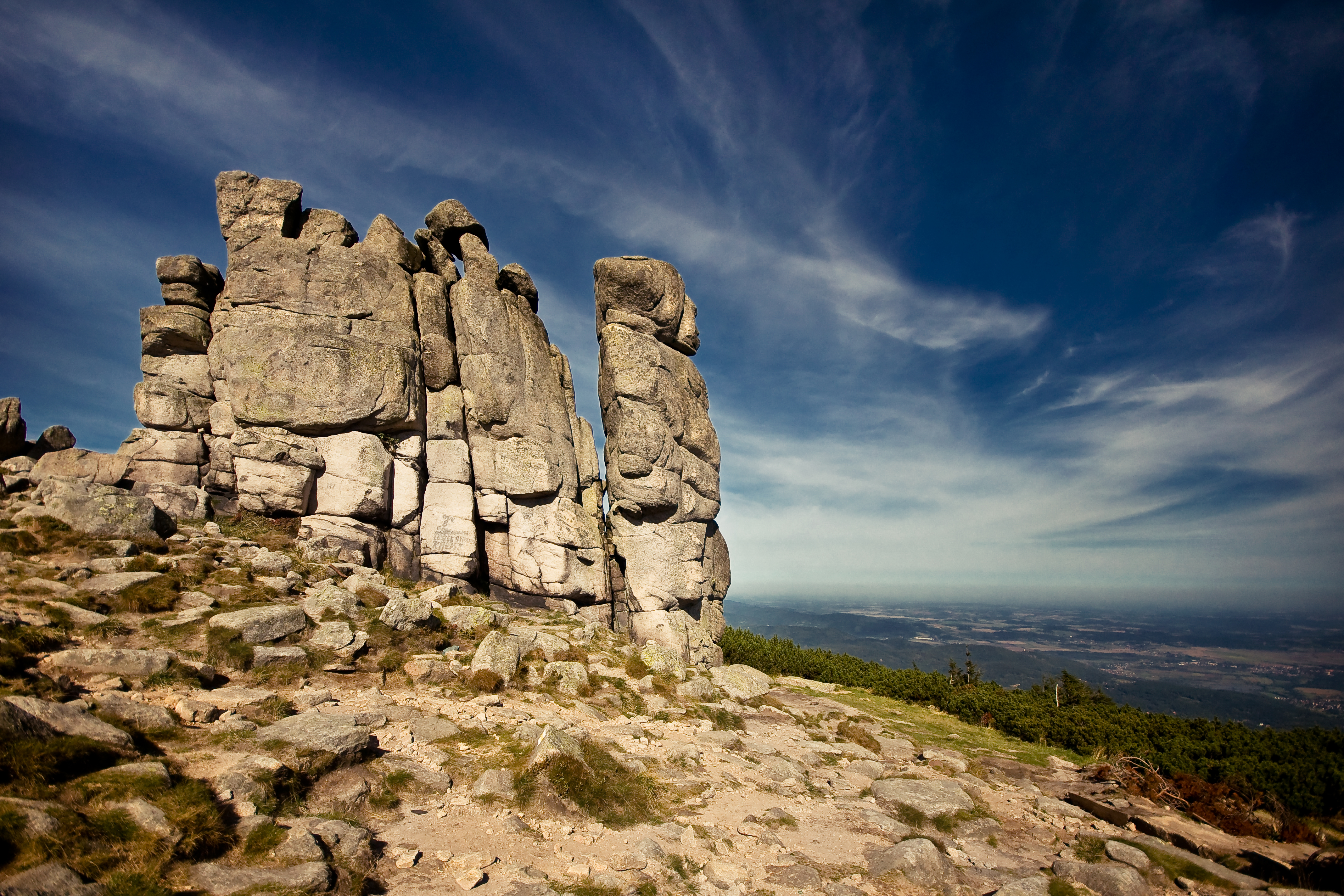
Les roches du Słonecznik dans le bassin de la Bohème

En 1930, par une analyse de certains volcans tchèques, elle est à l'origine de la thèse généralement acceptée du soulèvement post-Tertiaire du bassin de la Bohème,. Puis, par ses recherches sur les hauts plateaux de Bohême centrale, elle distingue six terrasses fluviales d'âges différents dans la vallée de l'Elbe, renforçant les travaux de Josef Emanuel Hibsch (cs) et Čeněk Zahálka. Elle travaille également sur la structure des montagnes hercyniennes, dont on peut voir des ondulations de grande amplitude dans le sud de la Bohême. Elle étudie l'évolution de la ligne de partage des eaux entre la Morava et le Váh dans la région du col de Vlárský (cs). Cette méthodologie surpasse les travaux de William Morris Davis et Emmanuel de Martonne avec qui elle fait des excursions dans son pays,.

### Apport à la géographie humaine
Elle travaille sur la géographie économique de la Tchécoslovaquie, ouvrage publié en 1921 et apprécié par Albert Demangeon. Elle étudie également certaines questions théoriques du domaine en discutant des travaux de Siegfried Passarge et Jean Brunhes.

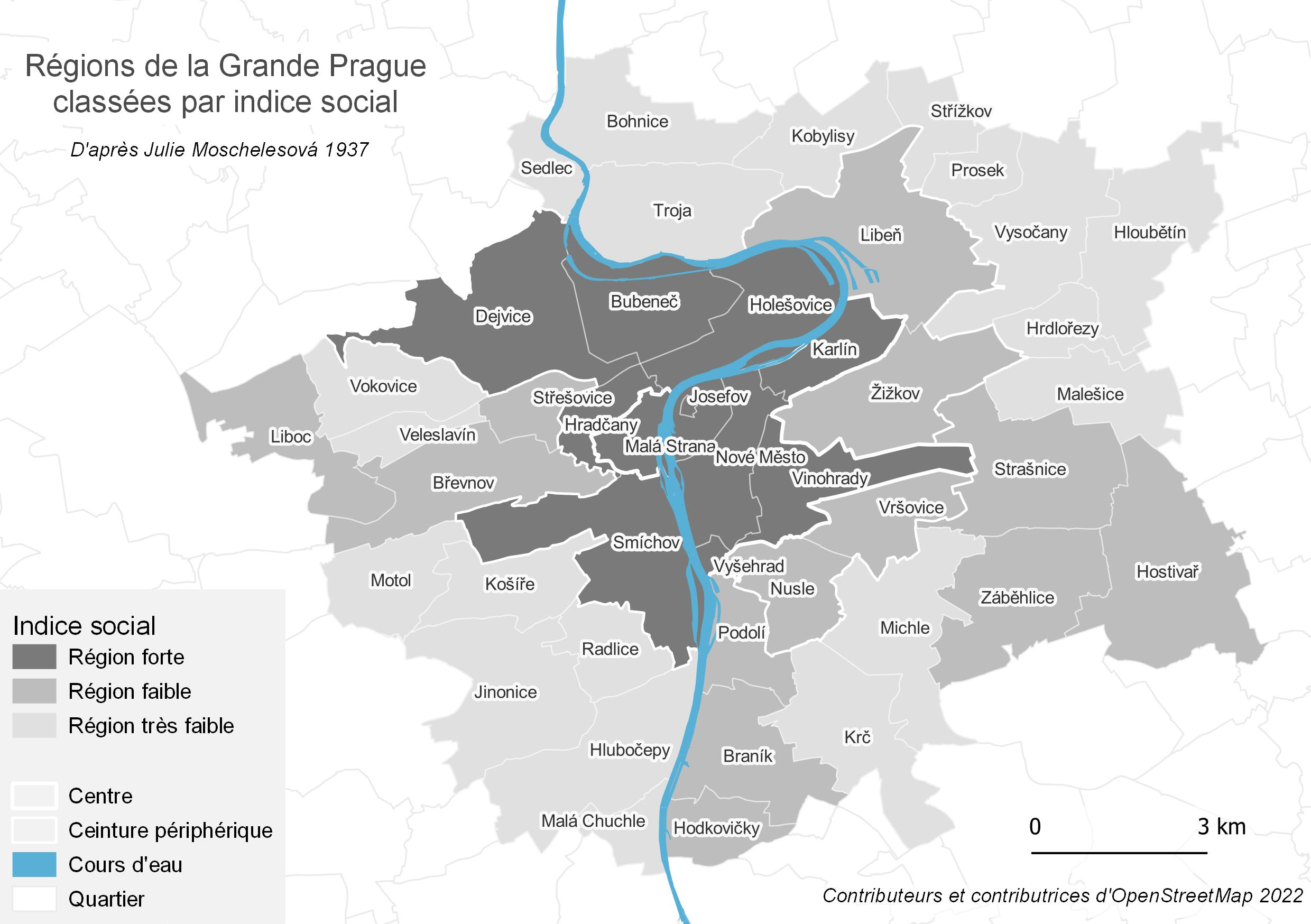
Carte des districts du Grand Prague, d'après Julie Moschelesová.

Puis, par des analyses de la proportion d'ouvriers et de domestiques dans la population, elle classe le statut social et économique de différents districts du Grand Prague. Ses cartes permettent de mettre en avant la prédominance de travailleurs dans plusieurs types d'industries. Sa connaissance des langues lui permet d'intégrer les travaux étrangers, comme la sociologie dite urbaine de l'école de Chicago et les méthodes mathématiques encore peu mobilisées en géographie en Tchécoslovaquie. Cette méthodologie, ses réflexions sur la géographie des villes, sont développées deux décennies plus tard à l'Institut de géographie de l'université de Vienne par Elisabeth Lichtenberger.
Ses talents linguistiques lui permettent de rendre compte et de commenter les travaux étrangers pour la Société géographique tchécoslovaque, mais également dans les revues étrangères.
Elle participe également à la fin des années 1930 aux débats sur la nature du régionalisme et publie avec le géologue F. Ulrich une nouvelle proposition de division régionale du territoire de l'ancienne Tchécoslovaquie.
De retour d'exil, elle s'intéresse à l'exode rural en comparant situation tchèque et australienne.

### Travaux hors d'Europe

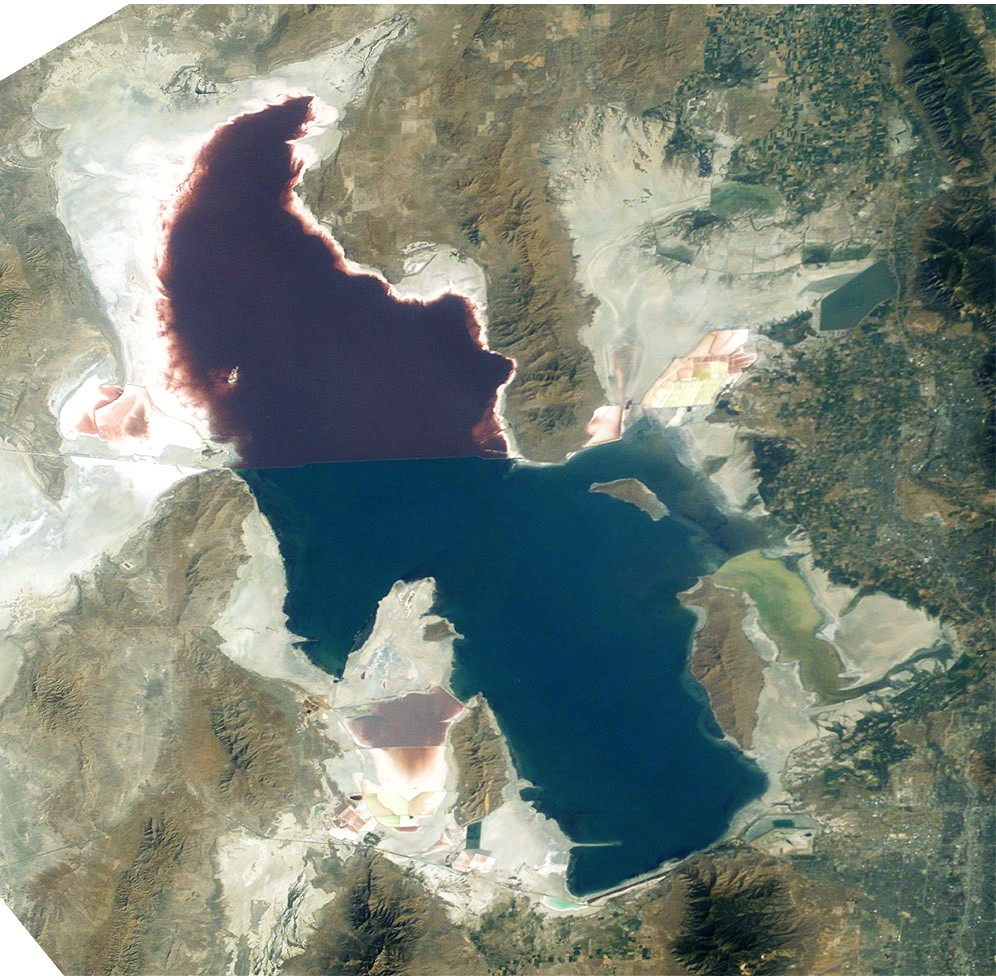
Image satellite du Grand Lac Salé, vestige du Lac Bonneville.

En 1921, elle publie un article sur la formation des récifs coralliens ou sur le lac américain Bonneville.
Lors de son engagement dans l'armée indépendante des Indes orientales néerlandaises elle compile une bibliographie sur la géographie de l'Indonésie actuelle et des régions avoisinantes. Sa mort l'empêche de terminer sa grande monographie de la région de l'Australie et de l'Océanie.

### Cartographie et édition scolaire
Elle conçoit en 1935 trois cartes pour l'atlas allemand Stieler, en Angleterre, Écosse et Irlande.
Dans les années 1950, elle rédige des chapitres de manuels scolaires pour les lycées, tout en devant plutôt mettre en avant les études soviétiques plutôt que ses propres connaissances professionnelles.

### Postérité des travaux
Par certaines de ses études, Janusz Korczak écrit qu'elle était «  en avance sur son temps » et que « la validité de certaines de ses conclusions n'a été confirmée que par des recherches plus récentes ». Elle esquisse la direction que la géographie tchèque a prise plus tard au cours de la seconde moitié du 20e siècle. Ses réflexions sur la géographie des villes sont développées deux décennies plus tard à l'Institut de géographie de l'université de Vienne par Elisabeth Lichtenberger.
Ses traductions, ainsi que l'esprit de synthèse de ses rapports, font que ses travaux sont cités longtemps après sa mort. Sa contribution est appréciée et soulignée par le scientifique tchèque et académicien Radim Kettner (cs).
« Elle est notre meilleure géographe » dit d'elle František A. Novák dans une lettre du 19 avril 1946 et « il est juste de dire que sans l'antisémitisme, elle aurait été un professeur extraordinaire même avant la guerre ».

## Engagement
Elle est membre de nombreuses sociétés scientifiques, comme la Société royale des sciences de Bohême. Elle est membre correspondante de la Société Šafařík de Bratislava et membre honoraire de la London Sociological Society.

## Hommages et distinctions
En 1930, la Société française de géographie commerciale de Paris lui décerne la médaille Gaudy.
Elle fait partie des dix géographes qui ont fondé l'école dite albertine de géographie en Tchécoslovaquie, avec l'affichage de son portrait dans le cadre d'une exposition afin de lui rendre hommage.
En 2015, son parcours fait l'objet d'un portrait pour une exposition mettant en avant les femmes scientifiques importantes pour la science tchèque, projet qui comprend également la rédaction de sa page Wikipédia dans la version tchèque du projet,.

## Publications
Julie Moschelesová est l'autrice d'une centaine de publications durant toute sa carrière dont :

### Ouvrages
- (de) Julie Moschelesová, Die Postglazialzeit in Skandinavien, Zeitschrift für Gletscherkunde, Leipzig, 1918
- (cs) Julie Moschelesová, Wirtschaftsgeographie der Tschechoslovakischen Republik [« Géographie économique de la République tchécoslovaque »], Prague, 1921, 162 p.
- (cs) Jiří Kràl et Julie Moschelesová, Geografická bibliografie Podkarpatské Rusi za rok 1923-1926. [With prefaces in Bohemian and French, and a French translation of the titles by J. Moschelesová] [« Bibliographie géographique de la Russie Subcarpathique »], Prague, 1928, 51 p. (OCLC 752995687)
- Julie Moschelesová, L'urbanisme et la répartition des professions dans les différents pays la République Tchécoslovaque, Prague, Univ. Charles IV, 1931 (OCLC 320594307)
- Julie Moschelesová, Le caractère des villes tchécoslovaques et les trois habitats humains : habitat rural, habitat urbain, habitat industriel, 1932 (OCLC 912785954)
- (cs) Julie Moschelesová, Stieler Atlas — mapy č. 29 England, č. 30 Scotland, č. 31 Ireland, mezinárodní vydání, Gotha, 1935
- (cs) Julie Moschelesová, Australie a Oceanie [« Australie et Océanie »], Praha St. pedag. Nakl., coll. « Učeb. Texty vys. škol », 1953 (OCLC 251427433)

### Articles
- (de) Julie Moschelesová, « Das Klima von Prag », Lotos, no 65,‎ décembre 1917, p. 36 (lire en ligne  [PDF])
- (de) Julie Moschelesová, « Das Klima: von Bosnien und der Hercegovina », Reisen und Beobachtungen, no 20,‎ 1918, p. 28-40
- (en) Julie Moschelesová, « Prague. A Geographical Sketch of the Town », Geografiska Annaler, vol. 2,‎ 1920, p. 67–79 (ISSN 1651-3215, DOI 10.2307/519507, lire en ligne, consulté le 19 juin 2022)
- (de) Julie Moschelesová, « Die Darwinsche Rifftheorie im Lichte geomorphologischer Forschung », Geologische Rundschau, vol. 11, no 1,‎ 1er septembre 1920, p. 103–115 (ISSN 1432-1149, DOI 10.1007/BF02197218, lire en ligne, consulté le 19 juin 2022)
- (de) Julie Moschelesová, « Über Eckfluren und andere Probleme der Talbildung » [« Sur les couloirs d'angle et autres problèmes de formation de vallées »], Geologische Rundschau,‎ 1922, p. 137-150 (lire en ligne)
- Julie Moschelesová, « Résultats des recherches géomorphologiques dans la République tchécoslovaque », La Géographie, Paris,‎ 1923
- Julie Moschelesová, « Les régions morphologiques du massif bohémien », Annales de Géographie, no 16,‎ 1923
- Julie Moscheles, Études des plates-formes non-structurales : méthodes-résultats, Prague, Faculté des Sciences de l'Université Charles, coll. « Univerzita Karlova », 1925 (OCLC 917745486)
- (en) Julie Moschelesová, « Australian Problems in Human and Physical Geography », The Geographical Review, New York,‎ 1925
- (en) Julie Moschelesová, « Natural regions of Czechoslovakia », Geographical review, vol. 14,‎ 1924, p. 561-575 (OCLC 34924606)
- (en) Julie Moschelesová, « Some Aspects of the Geography of the West-Bohemian Spas », Geografiska Annaler, vol. 10, no 3,‎ 1er octobre 1928, p. 245–261 (ISSN 2001-4422, DOI 10.1080/20014422.1928.11880482, lire en ligne, consulté le 19 juin 2022)
- (en) Julie Moschelesová, « The Demographic, Social, and Economic Regions of Greater Prague: A Contribution to Urban Geography », Geographical Review, vol. 27, no 3,‎ 1937, p. 414–429 (ISSN 0016-7428, DOI 10.2307/210327, lire en ligne, consulté le 19 juin 2022)

### Biographie
- (cs) Jiří Martínek et Pavla Vošahlíková, Vošahlíková, Pavla a kol. Cesty k samostatnosti : portréty žen v éře modernizace [« La joie de la connaissance ne conduit pas nécessairement à la reconnaissance. Julie Moscheles »], Prague, Historický ústav, 2010, 239 p. (ISBN 9788072861644, OCLC 813585257), « Radost z poznání nemusí vést k uznání. Julie Moschelesová », p. 176–189
- (cs) Jiří. Martínek, Geografové v českých zemích, 1800-1945 : biografický slovník [« Géographes dans les pays tchèques, 1800-1945 : un dictionnaire biographique »], Prague, Historický ústav, 2008, 245 p. (ISBN 978-80-7286-133-0 et 80-7286-133-6, OCLC 438873164, lire en ligne)
- (cs) Radim Kettner, K šedesátinám Julie Moschelesové. [« A l'occasion du soixantième anniversaire de Julia Moscheles. »], Sborník československé společnosti zeměpisné, 1952, p. 19-25
- (cs) Gabriela Futová, Zuzana Štelbaská, Klára Kubíčková, Hana Krutílková, Kamila Musilová et Lucie Jarkovská, Kvapky na kameni, 50 príbehov českých a slovenských rebelie [« Gouttes sur la pierre, 50 histoires de rébellion tchèque et slovaque »], 2019, 224 p. (EAN 9788056612828)
- (en) Dagmar Pichová et Jan Zouhar, Czech women philosophers and scientists, Springer Nature, 2020, 116 p. (ISBN 978-3-030-61516-1 et 3-030-61516-2, OCLC 1223089412, lire en ligne)

### Pages liées
- Eliška Krasnohorská
- Ignace Moscheles
- Jacoba Hol